# Grenlandska rokometna reprezentanca
Grenlandska rokometna reprezentanca na Svetovnem prvenstvu v rokometu Nemčija 2007. Grenlandija je doslej sodelovala na dveh svetovnih prvenstvih. Selektor grenlandske reprezentance je trenutno Jakob Andreasen.

## Igralci
Vratarji:
- Niels Davidsen (Nagdlunngauq)
- Ole Christian Fritzen (Viborg HK)
- Ulrik Winther-Hansen (Heimdal)

Krila:
- Andreas Lorentzen (Silkeborg-Voel)
- Milo Rosing (Silkeborg-Voel)
- Johannes Groth (Silkeborg-Voel)

Zunajni igralci:
- Minik Dahl-Hoegh (Silkeborg-Voel)
- Angutimmarik Kreutzmann (Silkeborg-Voel)
- Kasper Thorleifsen (Nagdlunnguag)
- Peter Hans Motzfeld (Trelleborg)
- Aqqaluk Sorensen (Silkeborg-Voel)
- Jakob Larsen (GOG - Svendborg)
- Eqalunnguaq Kristiansen (GOG - Svendborg)
- Miki A. Heilmann (GSS)

Krožni napadalci:
- Rasmus Larsen (Odense HF)
- Anders Neuhaus (Vejle-Bredballe HK)

## Dosedanji uspehi
Svetovna prvenstva:
- 20. mesto, Svetovno prvenstvo v rokometu Francija 2001
- 24. mesto, Svetovno prvenstvo v rokometu Portugalska 2003